# Sozialhygiene
Sozialhygiene (auch soziale Hygiene) ist die Bezeichnung für „eine öffentliche Gesundheitsfürsorge und Gesundheitsprävention, die sich vornehmlich auf Zusammenhänge zwischen Gesundheit, Krankheit und den sozialen Lebensbedingungen beruft und vor diesem Hintergrund vorbeugend und heilend wirken will“.

## Begriff
Der Begriff ist ein wesentlich von dem Mediziner Alfred Grotjahn 1904 in einem Vortrag vor der Berliner Gesellschaft für öffentliche Gesundheitspflege vorgestelltes und unter anderem durch den Chemiker und Mediziner Theodor Weyl verbreitetes Konzept. Grotjahn stellt Sozialhygiene sowohl als deskriptive (Tatsachen beschreibende) als auch als normative Wissenschaft dar, welche gemäß Kürz „die gemeinsamen Ursachen der Gesundheit und des Krankseins der menschlichen Gesellschaft und deren sozialen Gruppen, sowie die Mittel zur Förderung der ersteren und Verhütung der letzteren zu erforschen sucht“. Die deskriptive Komponente definierte er als „die Lehre von den Bedingungen, denen die Verallgemeinerung hygienischer Kultur unter der Gesamtheit von örtlich, zeitlich und gesellschaftlich zusammengehörigen Individuen und deren Nachkommen unterliegt“, während der normative Bestandteil „die Lehre von den Maßnahmen, die die Verallgemeinerung hygienischer Kultur unter der Gesamtheit von örtlich, zeitlich und gesellschaftlich zusammengehörigen Individuen und deren Nachkommen bezwecken“ darstellt.

## Geschichte

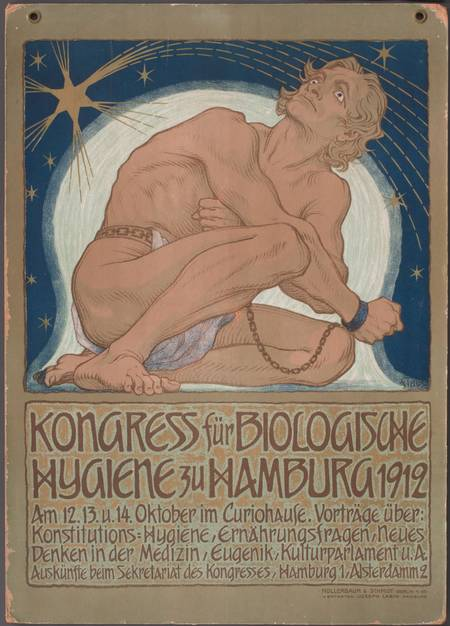
Plakat zum „Kongress für biologische Hygiene“, Hamburg 1912

Als Pionier der sozialen Hygiene gilt der Arzt Johann Peter Frank (1745–1821), der von 1779 bis 1819 die hygienischen und sozialmedizinischen Reformbestrebungen im Zeitalter der Aufklärung in seiner Schrift Medicinische Polizey zusammenfasste. Der Arzt, Pathologe und Politiker Rudolf Virchow (1821–1902) gilt als Begründer der modernen Sozialhygiene. Die Begriffe „Sozialhygiene“ oder „soziale Hygiene“ tauchen bereits Mitte des 19. Jahrhunderts in der französischen Hygienebewegung auf und wurden 1871/1872 von Max von Pettenkofer ins Deutsche eingeführt. Pettenkofer prägte  die Bezeichnung „Soziale Hygiene“ im Sinne der öffentlichen Gesundheitsfürsorge. Der Begriff der Sozialhygiene dient als Gegenentwurf der monokausalen Erklärung der Infektionskrankheiten. Pettenkofer nahm an, dass die Mikroben nur eine Komponente darstellen. Daneben sei auch eine Vielzahl von gesellschaftlichen Einflüssen wie Hygiene, Bevölkerungsdichte, Ernährung und viele andere für den Ausbruch und Verlauf einer Infektionskrankheit ausschlaggebend. Weitere Mediziner, die sich in größerem Umfang mit der Sozialen Hygiene zu Beginn des 20. Jahrhunderts analytisch und publizistisch befassten, waren der Heidelberger Bezirksarzt und Medizinalrat Ernst Georg Kürz (1859–1937), der Chemiker und Mediziner Theodor Weyl als Herausgeber des 1904 von ihm edierten Supplementbandes Soziale Hygiene zu seinem Handbuch der Hygiene, der Karlsruher Mediziner und Gesundheitspolitiker Alfons Fischer (1873–1936) und der Österreicher Ignaz Kaup, ab 1912 erster Inhaber einer außerordentlichen Professur für Sozialhygiene an der Universität München. Im Vorstand des 1899 in Berlin gegründeten Deutschen Vereins für Volkshygiene befanden sich Ernst von Leyden und Max Rubner.
Neben der engen Verknüpfung mit der Demographie war die Sozialhygiene historisch eng mit der Eugenikbewegung verbunden. So entwickelte der sozialdemokratische Arzt und Politiker Alfred Grotjahn, der 1905 in Berlin die Gesellschaft für soziale Medizin, Hygiene und Medizinalstatistik gegründet hat, und Mitglied in der Gesellschaft für Rassenhygiene war, eine sozialistische Eugenik. Um sich von sozialdarwinistischen und rassentheoretischen sowie naturwissenschaftlichen Richtungen der Eugenik abzugrenzen, unterschied er beispielsweise „natürliche“ und „soziale“ Auslese und förderte den Begriff „soziale Siebung“, welchen er als wesentlich zur regenerativen Vervollkommnung betrachtete.
In der Zeit des Nationalsozialismus ab dem Jahr 1933 waren sozialhygienische Maßnahmen in staatliche Maßnahmen zur Rassenhygiene und Volksgesundheit eingebettet. So gab es, nachdem Wissenschaftler in dieser Zeit erstmals den Zusammenhang zwischen Rauchen und Lungenkrebs untersuchten, strenge Nichtraucherkampagnen und Rauchverbote. In der nationalsozialistischen Propaganda wurde das Rauchen als für die Rasse schädliche dekadente Mode des politischen Liberalismus gebrandmarkt und später während des Weltkrieges die nichtrauchenden faschistischen Diktatoren Hitler, Mussolini und Franco als Vorbild gegenüber den rauchenden Regierungschefs der Alliierten, Churchill, Roosevelt und Stalin, herausgestellt.